# Snöbollslav
Snöbollslav (Pertusaria hemisphaerica) är en lavart som först beskrevs av Flörke, och fick sitt nu gällande namn av Erichsen. Snöbollslav ingår i släktet Pertusaria och familjen Pertusariaceae.  Arten är reproducerande i Sverige. Inga underarter finns listade i Catalogue of Life.